# Rhinoceros (sång)
Rhinoceros är en låt av det amerikanska alternativa rockbandet The Smashing Pumpkins, utgiven som den fjärde och sista singeln från deras första album Gish.
Singeln gavs ut under 1991 på Caroline/Virgin Records och är i en nedkortad version på denna singeln där man tagit bort delar av slutet, till skillnad från Gish-versionen som har en längd på 6:32. Denna nedkortade version är hämtad från EP:n Lull. 
Musikvideon till låten regisserades av Angela Conway, som också ansvarade för videon till Siva.

## Låtlista
1. Rhinoceros – 5:57
2. Siva – 4:20

## Medverkande
- Billy Corgan – sång, gitarr
- James Iha – gitarr
- D'arcy Wretzky – bas
- Jimmy Chamberlin – trummor